# Lethyna permodica
Lethyna permodica är en tvåvingeart som beskrevs av Munro 1957. Lethyna permodica ingår i släktet Lethyna och familjen borrflugor.
Artens utbredningsområde är Uganda. Inga underarter finns listade i Catalogue of Life.